# Mason Wade
Pour les articles homonymes, voir Wade.
Hugh Mason Wade, né le 3 juillet 1913 à New York et mort le 6 janvier 1986 à Cornish, au New Hampshire, est un historien et un professeur américain. Son œuvre majeure est The French Canadians, qui retrace l'histoire du Canada français dans une perspective économique.

## Biographie
Né à New York, il fait ses études à l'Harvard et est diplômé en 1936, avant de devenir éditeur pour Harcourt Brace et Little, Brown & Co.. Conférencier à l'Université Laval et professeur à l'Université catholique d'Amérique en 1950, il épouse Eloise Bergland l'année suivante puis travaille à l'ambassade des États-Unis au Canada. Pendant les années 1960, il enseigne à l'Université de Rochester et l'Université de Western Ontario. Reçu docteur en lettres à l'Université d'Ottawa, il avait dirigé le programme d'études canadiennes à Rochester. En 1964, il est le premier non-canadien à devenir le président de l'Association historique canadienne. En plus de ses écrits sur les Canadiens français, Wade s'est aussi intéressé à la vie de Margaret Fuller et de Francis Parkman. En 1967, il se remarie à Joan Glassco Lloyd à Hanover dans le New Hampshire. Il meurt à Cornish en janvier de 1986.

## Travaux sur le Québec
Wade publiera plusieurs œuvres au sujet du Canada français durant sa carrièere, dont The French-Canadian Outlook en 1946 et The French-Canadians, 1760-1945 en 1955. Dans ses mémoires, Wade explique que son intérêt pour les Canadiens français est relié à sa propre foi catholique, "qui l’avait amené, tout comme bon nombre de Canadiens français, à voir d’un mauvais oeil la montée en force de l’influence irlandaise dans les milieux ecclésiastiques et politiques". Malgré  cette méfiance susmentionnée de l'influence irlandaise, l'historien compare dans ses travaux les Canadiens français, "ces inconnus de l’Amérique du Nord", avec ces mêmes Irlandais: "Les Canadiens français sont les Sinn-Feiners de l’Amérique du Nord, car leur remarquable cohésion et leur forte conscience collective prennent leur source dans leur sentiment d’isolement et d’insécurité."
Selon l'historien François-Olivier Dorais, la pensée de Wade sur le Canada français avait des points en commun avec celle de Francis Parkman, autre Américain s'étant intéressé au Québec et sur lequel Wade avait écrit des travaux élogieux. En effet, sans "souscrire au manichéisme parfois simpliste de son devancier", Wade fait écho à la dichotomie de Parkman selon laquelle la Nouvelle France aurait incarné l'absolutisme et la Nouvelle Angleterre la liberté et la modernité. Ce point de vue pouvait prendre des tournures téléologiques universelles: "Le problème de l’union canadienne est simplement un cas spécifique du grand problème mondial de notre époque, car les Hommes doivent apprendre à être égaux sans être identiques, s’ils doivent survivre", écrit-il en 1946, au sortir de la Deuxième Guerre mondiale et de la Deuxième Crise de la conscription. Aussi, Wade critiqua le particularisme provincialiste et émotif d'une certaine élite canadienne française, ce qui influencera la pensée de l'intellectuel et futur Premier ministre du Canada Pierre Elliott Trudeau.
Également, en postulant la proximité idéologique entre l'Action nationale groulxiste et l'Action française maurassienne, il influencera aussi les chercheurs Michael Kelway Oliver, Catherine Pomeyrols, Stewart Doty, Esther Delisle et, de façon beaucoup plus nuancée, Yvan Lamonde. À cet égard, Wade aurait été aussi une source majeure pour Mordechai Richler quand celui-ci écrivait ses controverses politiques. Son analyse de L'Action nationale, Jeune-Canada et Lionel Groulx a été déterminante dans les milieux anglo-canadiens. Bien que son œuvre ait été applaudie par Hugh MacLennan, George Ramsay Cook critiqua l'influence qu'aurait exercée Robert Rumilly sur lui.[réf. souhaitée]

## Ouvrages publiés
- Margaret Fuller : Whetstone of Genius, 1940
- The Selected Writings of Margaret Fuller, 1941
- Francis Parkman : Heroic Historian, 1942
- The Oregon Trail, 1943
- The French Canadian Outlook, 1946
- The French Canadians : 1760-1945, 1955
- Canadian Dualism, 1960
- Regionalism in the Canadian Community : 1867-1967, 1969
- The International Megalopolis, 1969
- A Brief History of Cornish, 1976
- Acadia and Quebec: The Perception of an Outsider, 1991

## Honneurs
- Prix Donner
- Prix Painchard-Léger